# Physalis cinerascens
Physalis cinerascens là loài thực vật có hoa trong họ Cà. Loài này được (Dunal) Hitchc. miêu tả khoa học đầu tiên năm 1894.